# ترازوی روبروال
ترازوی روبروال گونه‌ای ترازوی دو کفه‌ای است که ژیل دو روبروال آن را اختراع کرد و در سال ۱۶۶۹ به آکادمی علوم فرانسه عرضه نمود.

طرح وارهٔ ترازوی روبروال

ترازوی روبروال یک سیستم اهرم مرکب است. این یک مورد خاص از سیستم اهرمی «پانتوگراف» است، البته سیستم‌های دیگری مثل چرخ دنده‌ها و قرقره‌ها را می‌توانند برای رسیدن به نتیجهٔ مشابه به کار گرفته شوند. طرح زیر نمونه‌ای از این ترازو را که به کمک چرخ دنده‌ها اجرا شده‌است نمایش می‌دهد.

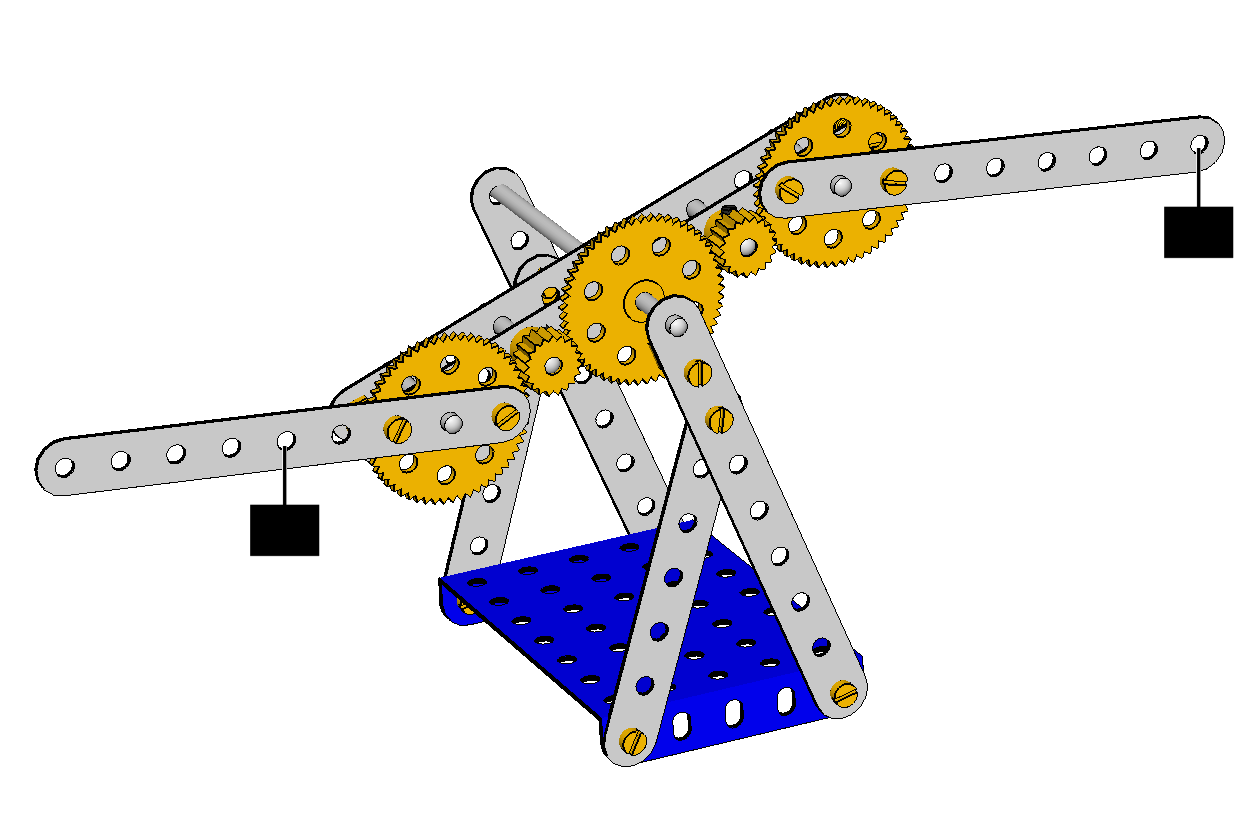
ترازوی روبروال در قالب چرخ دنده‌ها